# Corona (araldica)
La corona è un ornamento fondamentale dell'araldica. Le famiglie nobili usano corone d'oro, formate da un cerchio brunito o arabescato, gemmato, cordonato ai bordi e sostenente i simboli del titolo o della dignità di famiglia. La corona sugli stemmi non corrisponde al rango della famiglia, che spesso può indicare il titolo di colui che garantiva il potere e la protezione alla casata interessata. Esistono, nei vari paesi, più tipi di corone a seconda dei titoli.
La parola corona deriva dal greco κορονή (koroné) e dal latino corona, quel segno che si usava per indicare la fine di un capitolo e l'inizio di un altro, quindi per indicare un termine, una conclusione, un limite, una fine oppure un inizio.
Per comprendere il significato di una corona, è necessario ricordare che i termini erano anche cippi in pietra che segnavano i confini tra i territori oppure tra due mondi, come quello delle cose e l'Iperuranio (il mondo delle idee oltre il cielo) o ancora quello dei mortali e quello divino. Bisogna ricordare anche che per greci e romani l'anima o spirito di una persona veniva chiamato rispettivamente daimon o genius. Il genius sta proprio per ingegno o genio della mente umana, perché le idee venivano proprio da un mondo divino. In altre parole gli uomini avevano idee, perché erano posseduti da spiriti, avevano un'anima. Nella testa risiedevano le idee, manifestazione dello spirito divino. Questi spiriti divini erano insiti e si manifestavano anche nelle caratteristiche naturali dei luoghi che gli antichi imitavano e trasponevano nell'architettura, permettendo così l'espressione delle divinità nell'artificio. Sarebbe questo il genius-loci o meglio spirito del luogo.
Fatte queste premesse, si può comprendere il significato della corona come simbolo di un confine tra terreno e divino, tra uomini e cielo. Questo significato permarrà anche con l'avvento del cristianesimo. Forme e simboli di mondi pagani (greci e romani), restavano e sono presenti ancora nelle liturgie cristiane, ma con connotati diversi. Per esempio, la croce è diventata il simbolo del martirio del figlio di Dio, quindi di Dio in terra.
A partire dal Sacro Romano Impero, nei paesi cristiani, la corona simboleggia il potere conferito da Dio. Non è un caso, se la maggior parte delle corone dei Re d'Europa sono sormontate da una croce. Solitamente, il potere ai nobili era conferito sempre da Dio, ma tramite il Re o con l'appoggio di un Principe, un Arciduca, un Duca che garantivano appoggio e protezione ad altri ranghi nobiliari. Su molti stemmi si possono trovare corone non corrispondenti al titolo nobiliare, non perché siano usate in modo improprio, ma come indizio su colui che garantiva per la casata. Questa è solo una delle ragioni che motiva la possibile presenza di una corona appartenente ad un rango nobiliare elevato su stemmi di altre casate.
Esistono poi corone murarie per comuni e città, protette dalle loro mura; corone adornate da piume di uccelli, presso popoli che conferiscono ai volatili qualità divine. La corona è da considerarsi ricca di indizi sui garanti di potere e protezione per chi la indossa o la mostra sul proprio stemma.

## Stati europei

### Austria
|  | Corona muraria sullo stemma dell'Austria    |
|  | Corona muraria dello stato di Bassa Austria |

#### Impero d'Austria (1806-1867) e Impero austro-ungarico (1867-1918)
|  | Corona imperiale d'Austria                         | Corona di Rodolfo II d'Asburgo. Corona imperiale dal 1806. |
|  | Corona moderna di Granduca                         | Corona moderna utilizzata dai granduchi dei granducati componenti formalmente l'area dell'ex Sacro Romano Impero e soggetti formalmente ad autorità imperiale anche dopo il 1806. |
|  | Corona del Granduca di Transilvania                | Corona utilizzata dagli imperatori come granduchi di Transilvania. |
|  | Corona di principe.                                | |
|  | Corona per le Loro Altezze Serenissime (LL.AA.SS.) | Corona particolare riservata ad un ristretto gruppo di famiglie nobili regnanti nell'area dell'ex Sacro Romano Impero con titolo inferiore a quello di Duca (in prevalenza famiglie di rango comitale) che però avessero ottenuto il titolo di Altezze Serenissime in riconoscimento di antichità o specifici meriti. |

### Belgio
|                |                       |                    |                   |                 |           |       |
| Re             | Principe della Corona | Principe (moderna) | Principe (antica) | Duca            | Marchese  | Conte |
|                |                       |                    |                   |                 |           |       |
| Conte (antica) | Conte (antichissima)  | Visconte           | Barone (moderna)  | Barone (antica) | Cavaliere |       |

### Regno di Bulgaria (1908-1946)
|     |        |
| Zar | Zarina |

### Danimarca
|          |                     |          |        |
| Re       | Principe ereditario | Principe | Duca   |
|          |                     |          |        |
| Marchese | Conte               | Barone   | Nobile |

### Francia
|  | Capitale                 | Corona turrita (caratterizzata da punte a forma di torre), formata da un cerchio d'oro aperto da otto porte (cinque visibili) con due cordonate a muro sui margini, che sostiene otto torri (cinque visibili) riunite da mura, il tutto d'oro e murato di nero.  |
|  | Capitale di dipartimenti | Corona turrita (caratterizzata da punte a forma di torre), formata da un cerchio d'oro aperto da otto porte (quattro visibili) con due cordonate a muro sui margini, che sostiene otto torri (cinque visibili) riunite da mura, il tutto d'oro e murato di nero. |
|  | Comune                   | Corona turrita (caratterizzata da punte a forma di torre), formata da un cerchio d'oro aperto da otto porte (tre visibili) con due cordonate a muro sui margini, che sostiene otto torri (cinque visibili) riunite da mura, il tutto d'oro e murato di nero.     |

#### Ancien Régime (-fino al 1789) e Restaurazione (1815-1831)
|  | Re                                       | Corona caratterizzata dall'avere i gigli di Francia come fioroni ed il tocco blu anziché rosso, come nella maggior parte delle altre monarchie                     |
|  | Delfino di Francia (principe ereditario) | Corona contraddistinta appunto dai delfini come tenenti del globo centrale.                                                                                        |
|  | Infante di Francia                       | Principe di sangue reale, figlio del monarca ma non principe ereditario.                                                                                           |
|  | Principe del Sangue                      | Principe del Sangue. Nipote del monarca. |
|  | Duca e Pari di Francia                   | Duca e Pari di Francia non della famiglia reale, ma membro della parìa francese (rispetto ad un duca comune ha il tocco blu sormontato da un fiocco d'oro)         |
|  | Duca                                     | |
|  | Marchese e Pari di Francia               | Marchese e Pari di Francia non della famiglia reale, ma membro della parìa francese (rispetto ad un marchese comune ha il tocco blu sormontato da un fiocco d'oro) |
|  | Marchese                                 | |
|  | Conte e Pari di Francia                  | Conte e Pari di Francia non della famiglia reale, ma membro della parìa francese (rispetto ad un conte comune ha il tocco blu sormontato da un fiocco d'oro)       |
|  | Conte                                    | |
|  | Conte (all'antica)                       | |
|  | Visconte                                 | |
|  | Visdomino                                | |
|  | Barone                                   | |
|  | Cavaliere (corona)                       | |
|  | Cavaliere (tortiglione)                  | |

#### Impero napoleonico (1804-1815)
|                         |                           |                  |                          |      |
| Imperatore Primo Impero | Imperatore Secondo Impero | Principe sovrano | Principe                 | Duca |
|                         |                           |                  |                          |      |
| Conte                   | Barone                    | Cavaliere        | Tocco da Gran Dignitario |      |

#### Restaurazione (1830-1848)
|                                           |
| Corona reale della dinastia degli Orleans |

### Germania
|                                |                                        |
| Volkskrone (Corona del popolo) | Corona muraria di Distretto di Berlino |

#### Corone dei regni tedeschi (1806-1918)
|                         |                         |                             |
| Corona reale di Baviera | Corona reale di Prussia | Corona reale di Württemberg |

#### Corone dell'Impero tedesco (1871-1918)
|  | Wilhelminische Kaiserkrone              | Corona imperiale di Guglielmo I, Imperatore tedesco dal 1871. |
|  | Wilhelminische Kaiserkrone (con nastri) | Per ribadire il concetto di sacralità del ruolo dell'Imperatore e per riprendere l'antica corona del Sacro Romano Impero, alla corona imperiale tedesca vennero anche aggiunti due nastri a coda come nella tiara papale, sempre per ribadire il concetto di legame dell'Imperatore tra Dio e gli uomini. |
|  | Kaiserinkrone                           | Corona riservata all'Imperatrice. |
|  | Kaiserlicher Kronprinzkrone             | Corona riservata al Principe ereditario dell'Impero tedesco. |
|  | Preußische Königskrone                  | Corona reale di Prussia utilizzata dall'Imperatore tedesco in quanto anche Re di Prussia. |

### Regno unito di Gran Bretagna e Irlanda del Nord
|  | Re / Regina (Corona di Sant'Edoardo)                                                                     |
|  | Re / Regina (Corona dei Tudor)                                                                           |
|  | Re / Regina (Antica corona imperiale)                                                                    |
|  | Re / Regina (Corona di Scozia)                                                                           |
|  | Re / Regina (Corona del Canada)                                                                          |
|  | Principe di Galles (Erede al trono)                                                                      |
|  | Principe / Principessa (figli, figlie, fratelli e sorelle di monarca, all'eccezione dell'Erede al trono) |
|  | Principe / Principessa (figli dell'Erede al trono)                                                       |
|  | Principe / Principessa (nipoti di monarca in linea maschile)                                             |
|  | Principe / Principessa (nipoti di monarca in linea femminile)                                            |
|  | Duca |
|  | Antico tocco di Duca inglese (Cap of Maintenance)                                                        |
|  | Marchese                                                                                                 |
|  | Conte |
|  | Visconte                                                                                                 |
|  | Barone                                                                                                   |
|  | Lord |
|  | Sir |
|  | Mastro d'Armi del Re / della Regina                                                                      |

### Repubblica Italiana
|      | Provincia | La corona della provincia (a meno di concessioni speciali) è formata da un cerchio d'oro, gemmato, bordata da un cordone liscio ai margini, che racchiude due rami decussati, uno di alloro e uno di quercia al naturale, uscenti dalla corona, ricadenti all'infuori del cerchio d'oro.                                                                 |
|      | Città     | La corona di città (a meno di concessioni speciali) è turrita (caratterizzata da punte a forma di torre), formata da un cerchio d'oro aperto da otto porte (cinque visibili) con due cordonate a muro sui margini, che sostiene otto torri (cinque visibili) riunite da mura, il tutto d'oro e murato di nero.                                           |
| 100x | Comune    | La corona di comune (a meno di speciali concessioni) è formata da una cerchia di mura aperta da quattro porte (di cui tre visibili) con due cordonate a muro sui margini che sostengono una cinta di mura aperta da sedici porte (nove visibili), ciascuna sormontata da merli a coda di rondine (alla ghibellina), il tutto d'argento e murato di nero. |

#### Regno d'Italia (1861-1946)
|  | Re                   | |
|  | Principe ereditario  | |
|  | Principe reale       | Corona riservata ai principi reali della casata di Savoia |
|  | Principe del sangue  | Corona riservata ai principi del sangue della casata di Savoia |
|  | Principe             | È sormontata da otto foglie di acanto d'oro (dette fioroni) di cui cinque visibili, sostenute da punte, e alternate da otto perle, di cui quattro visibili. Sono tollerate le corone principesche che presentano fioroni non alternati a perle, oppure bottonati al centro con una perla, o ancora con le perle sostenute da punte o che sono chiuse superiormente col velluto (dello stesso tipo del manto) come un tocco, sormontato o meno da una piccola croce o da un fiocco d'oro (detto pennello). |
|  | Principe             | Corona di Principe tollerata |
|  | Principe             | Corona di Principe tollerata |
|  | Duca                 | È sormontata da otto fioroni d'oro di cui cinque visibili, sostenuti da punte. Sono tollerate le corone di Duca con fioroni bottonati da una perla o chiuse col velluto del manto disposto come un tocco. |
|  | Duca                 | Corona di Duca tollerata |
|  | Marchese             | È cimata da quattro fioroni d'oro di cui tre visibili, sostenuti da punte e alternati da dodici perle disposte tre a tre in quattro gruppi a piramide di cui due sono visibili. Sono tollerate le corone di Marchese con i gruppi di perle sostenuti da punte o con le perle disposte a tre per gruppo, una accanto all'altra e collocate sul margine della corona o sopra un numero corrispondente di punte.                                                                                             |
|  | Marchese             | Corona di Marchese tollerata |
|  | Conte                | È cimata da sedici perle di cui nove sono visibili. Sono tollerate le corone comitali con perle sostenute da punte o cimate da quattro grosse perle (di cui tre visibili) alternate da dodici piccole perle disposte in quattro gruppi (di cui due visibili) di tre perle ciascuno, ordinate a piramide o collocate una accanto all'altra, o ancora sostenute dal cerchio o da altrettante punte. |
|  | Conte                | Corona di Conte tollerata |
|  | Visconte             | È cimata da quattro grandi perle (di cui tre sono visibili), sostenute da un numero corrispondente di punte alternate da quattro piccole perle (due visibili), oppure da due punte d'oro. |
|  | Barone               | È costituita da un cerchio d'oro bordato da un filo di perle che compie sei giri sulla banda (di cui solo tre sono visibili). Sono tollerate corone baronali col tortiglio alternate sul margine del cerchio da sei grosse perle (di cui quattro visibili) oppure, senza tortiglio, cimate di dodici perle (di cui sette visibili), collocate sul margine del cerchio o sostenute da un numero corrispondente di punte.                                                                                   |
|  | Nobile cittadino     | È cimata da otto perle di cui cinque visibili. È tollerata la corona da nobile con le perle sorrette da un numero corrispondente di punte. |
|  | Nobile               | Corona di Nobile tollerata |
|  | Cavaliere ereditario | È cimata da quattro perle di cui tre visibili. |
|  | Patrizio             | Simile a quella di marchese, è fregiata di 4 fioroni (3 visibili) alternati da 4 perle (2 visibili) |
|  | Provincia            | |
|  | Città                | |
|  | Comune               | |

#### Granducato di Toscana (1569-1859)
|                              |                               |
| Granduca di Toscana (Medici) | Granduca di Toscana (Asburgo) |

#### Regno delle Due Sicilie (1816-1861)
|                      |                     |                                                                       |
| Re delle Due Sicilie | Principe Ereditario | Principi e principesse della famiglia reale (tranne l'erede al trono) |

#### Altri stati
|                                                             |                            |                                                        |                                       |                                |                                       |
| Corona ferrea (Regno dei Longobardi, Regno Lombardo-Veneto) | Tiara (Stato della Chiesa) | Corno del Doge della Serenissima Repubblica di Venezia | Corona del Regno napoleonico d'Italia | Corona di San Marino (de iure) | Corona del Ducato di Parma e Piacenza |

#### Corone delle famiglie titolate
Le famiglie titolate decorano il loro scudo con due corone: una più grande, appoggiata alla parte superiore dello scudo o accollata ad un eventuale elmo (rappresentante il titolo più elevato della famiglia), e un'altra più piccola sostenuta dall'elmo stesso. La corona più grande sarà quella indicativa del titolo personale del possessore dello stemma, la più piccola quella del titolo più elevato della famiglia.

### Liechtenstein (principato)
|          |
| Principe |

### Lussemburgo (granducato)
|          |
| Granduca |

### Monaco (principato)
|          |
| Principe |

### Norvegia (regno)
|                   |               |                 |        |                     |
| Re (fino al 1905) | Re (dal 1905) | Re (stilizzata) | Regina | Principe ereditario |
|                   |               |                 |        |                     |
| Duca              | Marchese      | Conte           | Barone | Nobile              |

### Paesi Bassi (regno)
|             |                                                    |                                            |           |        |          |
| Re / Regina | Principe / Principessa (figli / figlie di monarca) | Principe / Principessa (nipoti di monarca) | Principe  | Duca   | Marchese |
|             |                                                    |                                            |           |        |          |
| Conte       | Burgravio                                          | Barone                                     | Cavaliere | Nobile |          |

### Spagna
|                                                               |                               |                                                                 |                                                |                                              |                    |                     |
| Imperatore del Sacro Romano Impero e re di Spagna (1519-1558) | Re di Spagna (1580-c.1668)    | Re di Spagna (c.1668-1700)                                      | Re di Spagna (dal 1700), nello stemma di Stato | Re di Spagna (dal 2014), nello stemma dei Re | Re di Navarra      | Re d'Aragona        |
|                                                               |                               |                                                                 |                                                |                                              |                    |                     |
| Regina di Spagna                                              | Principe delle Asturie        | Principe figlio del monarca (infante) o Duca e Grande di Spagna | Duca e Grande di Spagna (corona reale aperta)  | Duca                                         | Marchese           | Conte               |
|                                                               |                               |                                                                 |                                                |                                              |                    |                     |
| Visconte                                                      | Barone                        | Signore                                                         | Cavaliere                                      | Duca (all'antica)                            | Conte (all'antica) | Barone (all'antica) |
|                                                               |                               |                                                                 |                                                |                                              |                    |                     |
| Corona di Provincia (o Veguerìa)                              | Corona di Regione (o Comarca) | Corona di Città                                                 | Corona di Comune                               | Corona di Villaggio (o Pueblo)               |                    |                     |

### Svezia (regno)
|    |                     |      |       |        |        |
| Re | Principe ereditario | Duca | Conte | Barone | Nobile |

### Romania
|          |       |       |       |
| Capitale | Città | Villa | Paese |

#### Regno di Romania (1881-1947)
|  | Corona d'Acciaio | Corona del Regno di Romania dal 1877. |

### Russia (impero, 1721-1917)
|                                    |                                   |                                |                       |          |       |        |        |
| Monomaco (Antica corona dello zar) | Grande Corona imperiale dello Zar | Corona reale della Zarina Anna | Granduca di Finlandia | Principe | Conte | Barone | Nobile |

### Polonia (regno)
|              |             |                   |          |       |        |        |
| Re (moderna) | Re (antica) | Granduca (antica) | Principe | Conte | Barone | Nobile |

### Portogallo
|                        |          |       |       |       |
| Regione amministrativa | Capitale | Città | Villa | Paese |

#### Regno del Portogallo (1139-1815, 1825-1910)
|       |                     |                   |         |      |          |
| Re    | Principe ereditario | Principe di Beira | Infante | Duca | Marchese |
|       |                     |                   |         |      |          |
| Conte | Visconte            | Barone            |         |      |          |

### Sacro Romano Impero (962-1806)
|  | Corona da Imperatore del Sacro Romano Impero, Kaiserkrone         | Con il termine di Kaiserkrone si intende la corona utilizzata dall'Imperatore del Sacro Romano Impero ed appare come una mitria sovrapposta ad una corona, ad indicare l'autorità sia temporale sia religiosa dell'imperatore |
|  | Vecchia corona da Imperatore del Sacro Romano Impero, Kaiserkrone | Versione utilizzata prima del 1450 |
|  | Nuova corona di Re dei Romani                                     | Versione utilizzata dal 1700 al 1806 |
|  | Vecchia corona di Re dei Romani                                   | Versione intermedia, utilizzata dal 1486 al 1700 |
|  | Antica corona di Re dei Romani                                    | Versione più antica, utilizzata dal ca. 1433 al 1486 |
|  | Corona reale di Boemia                                            | Corona di antica fattura ma utilizzata di rado in araldica. Compare in alcuni stemmi di Giuseppe II d'Asburgo-Lorena per la Boemia e nello stemma dell'Impero austro-ungarico                                                 |
|  | Nuovo tocco da principe elettore e da duca                        | Il tocco dei principi elettori del Sacro Romano Impero a partire dal 1806. Esso era composta da velluto rosso ermellinato alla base con cinque punte visibili. Sul capo lo univano alla croce cinque liste d'oro.             |
|  | Vecchio tocco da principe elettore                                | Versione intermedia, utilizzata dal 1356 al 1806 |
|  | Antico tocco da principe elettore                                 | Versione più antica, utilizzata sino al 1356 |
|  | Tocco da arciduca                                                 | Corona arciducale usata in prevalenza in Austria. |
|  | Tocco di Stiria                                                   | Tocco del Duca di Stiria, un ducato austriaco dell'Impero. |
|  | Corona da duca                                                    | Corona da Duca sovrano del Sacro Romano Impero. |
|  | Tocco da principe del Sacro Romano Impero                         | Tocco da Principe del Sacro Romano Impero. |
|  | Corona da principe sovrano del Sacro Romano Impero                | Corona da Principe sovrano del Sacro Romano Impero. |
|  | Corona di langravio                                               | Corona di langravio del Sacro Romano Impero. |
|  | Antica corona di conte                                            | Corona di conte del Sacro Romano Impero in versione antica. |
|  | Moderna corona di conte                                           | Corona di conte del Sacro Romano Impero in versione moderna. |
|  | Antica corona di barone                                           | Corona di barone del Sacro Romano Impero in versione antica. |
|  | Moderna corona di barone                                          | Corona di barone del Sacro Romano Impero in versione moderna. |
|  | Corona di Edelfrei - Cavaliere Ereditario dell'Impero             | Corona di Cavaliere Ereditario del Sacro Romano Impero. |
|  | Antica corona di nobile                                           | Corona di nobile o burgravio del Sacro Romano Impero in versione antica. |
|  | Moderna corona di nobile                                          | Corona di nobile del Sacro Romano Impero in versione moderna. |

## Altri Stati

### Brasile
|          |       |       |       |
| Capitale | Città | Villa | Paese |

#### Impero del Brasile (1822-1889)
|            |                    |          |      |          |       |
| Imperatore | Principe imperiale | Principe | Duca | Marchese | Conte |
|            |                    |          |      |          |       |
| Visconte   | Barone             |          |      |          |       |

#### Regno di Finlandia (1917-1920)
|    |          |      |       |
| Re | Granduca | Duca | Conte |

### Impero del Messico (1821-1823; 1863-1867)
|                                                          |                                                            |
| Corona di Imperatore (primo impero messicano, 1821-1823) | Corona di Imperatore (secondo impero messicano, 1863-1867) |

### Egitto

#### Antico Egitto
|                      |                      |                       |             |
| Corona bianca Hadjet | Corona rossa Deshret | Corona doppia Sejemty | Corona Atef |

#### Chedivato (1867-1914) e Regno d'Egitto (1922-1953)
|                                                                         |                       |
| Corona di Khadivé d'Egitto (viceré al tempo della dominazione ottomana) | Corona di re d'Egitto |

### Persia (VI secolo a.C.-1979)
|                                 |                                             |
| Antica corona da Scià di Persia | Corona da Scià di Persia (Dinastia Palhavi) |

### Altre corone sovrane
|  | Corona di Santo Stefano                     | Corona del Regno d'Ungheria, utilizzata sovente dagli Imperatori del Sacro Romano Impero e con regolarità dai sovrani ungheresi e dall'istituzione ufficiale dell'Impero Austro-ungarico nel 1867. |
|  | Corona andorrana                            | Corona del Principato d'Andorra |
|  | Corona di Zvonimiro                         | Corona araldica del Regno di Croazia |
|  | Corona del Sovrano Militare Ordine di Malta | |
|  | Corona reale di Georgia                     | |
|  | Corona reale di Grecia                      | |
|  | Corona reale delle Hawaii                   | |
|  | Corona reale di Giordania                   | |
|  | Corona reale di Serbia                      | |
|  | Corona imperiale d'Etiopia                  | |
|  | Corona reale di Tahiti                      | |
|  | Corona reale di Thailandia                  | |
|  | Corona reale di Tonga                       | |
|  | Corona del Corvo                            | Corona del Regno del Bhutan |
|  | Corona del Regno del Marocco                | |
|  | Corona del Regno d'Islanda                  | |
|  | Corona del Rus' di Kiev (Ucraina)           | |
|  | Corona del Regno del Barhain                | |
|  | Corona del Regno del Brunei                 | |
|  | Corona del Regno del Cambogia               | |
|  | Corona dell'Impero Centrafricano            | |
|  | Corona dell'Impero cinese                   | |
|  | Corona del regno d'Iraq                     | |
|  | Corona del regno di Libia                   | |
|  | Corona del Kirghizistan                     | |

### Altre corone (araldica civica)
|  | Corona astrale                | Per le forze aeree             |
|  | Corona muraria                | Per le antiche città           |
|  | Corona navale                 | Per le forze navali            |
|  | Corona castrense              | Per le forze militari di campo |
|  | Corona antica a punte         |                                |
|  | Corona celeste                |                                |
|  | Corona americana              |                                |
|  | Corona repubblicana del Congo |                                |

### Araldica ecclesiastica

#### Chiesa anglicana
| Arcivescovo o vescovo                                     | Arcidiacono | Decano  | Membri della Casa Ecclesiastica di Sua Maestà |
| Canonici, Canonici Onorari, Canonici Emeriti e Prebendari | Prete       | Diacono |                                               |

#### Chiesa cattolica
| Papa                                   | Patriarca                                                                                             | Cardinale                            | Arcivescovo Metropolita       |
| Arcivescovo                            | Prelato Cattolico Orientale, che combina elementi dell'araldica ecclesiastica orientale e occidentale | Protonotario Apostolico (Monsignore) | Prelato Onorario (Monsignore) |
| Cappellano di Sua Santità (Monsignore) | Vescovo                                                                                               | Abate                                | Badessa                       |
| Decano                                 | Prete                                                                                                 | Canonico                             |                               |